# う、ふ、ふ、ふ、
- う、ふ、ふ、ふ、
- う・ふ・ふ・ふ

「う、ふ、ふ、ふ、」は、日本のシンガーソングライターであるEPOの5枚目のシングル。1983年2月5日にRVC（現：ソニー・ミュージックレーベルズ）から発売された。オリジナル7インチシングル盤規格品番：RAS-511。
なお、曲名も「う、ふ、ふ、ふ、」であり、｢うふふふ｣ではない。

## 概要
資生堂化粧品の1983年春のキャンペーンCMソングとして使用された。資生堂のキャンペーン終了後も、他社のCMソングに通算8回使われ（下記に記述）、リリースから40年たった2023年にも日本マクドナルドのCMソングとして使用されている。
コーラスはEPOと大貫妙子と安部恭弘。ギターソロは大村憲司。

## 記録
デビュー以来初めて同曲でオリコンTOP10入りを果たし、最高7位まで上昇。26.3万枚を超えるセールスを記録し、EPO自身最大のヒット曲となる。

## 評価
音楽ライターの金澤寿和は自らが企画監修した『Light Mellow 和モノ669』で「う、ふ、ふ、ふ、」を収録したアルバム『VITAMIN E・P・O』を取り上げ、同アルバムの解説で同曲を「とことんポップにハジケまくり」と評している。
尚、EPO自身は20代は苦しんでいたそうで、『う、ふ、ふ、ふ、』を歌っていると悲しくなったと言っている。本人は元気じゃないのに元気な歌を歌わなくてはいけなかったため、葛藤があったそうである。

## 収録曲
| 全作詞・作曲: EPO、全編曲: 清水信之。 |                      |      |            |      |
| #                                     | タイトル             | 作詞 | 作曲・編曲 | 時間 |
| 1.                                    | 「う、ふ、ふ、ふ、」 | EPO  | EPO        | 4:14 |
| 2.                                    | 「無言のジェラシー」 | EPO  | EPO        | 5:34 |
| 合計時間:                             | 合計時間:            | 9:48 |            |      |

## リリース日一覧
| 地域 | リリース日   | レーベル         | 規格               | 規格品番 | 備考 |
| ---- | ------------ | ---------------- | ------------------ | -------- | ---- |
| 日本 | 1983年2月5日 | Dear heart / RVC | 7"シングルレコード | RAS-511  |      |

## タイアップ
| 曲名             | タイアップ                                                                    | 出典   |
| ---------------- | ----------------------------------------------------------------------------- | ------ |
| う、ふ、ふ、ふ、 | 資生堂フェアネス春のテーマ・ソング                                            | [ 5 ]  |
| う、ふ、ふ、ふ、 | キリンビール「春咲き生ビール」CMソング                                        |        |
| う、ふ、ふ、ふ、 | 江崎グリコ「巻きスフレ」CMソング                                              |        |
| う、ふ、ふ、ふ、 | ダイハツ『ミラ カスタム』CMソング                                             | [ 6 ]  |
| う、ふ、ふ、ふ、 | 花王『ロリエ さらピュア』「女にはいろいろある」篇 CMソング                    | [ 7 ]  |
| う、ふ、ふ、ふ、 | 赤城乳業「Sof'」CMソング                                                      | [ 8 ]  |
| う、ふ、ふ、ふ、 | 日本マクドナルド『桜もちパイ』「春、ほおばる。」篇 CMソング                   | [ 9 ]  |
| う、ふ、ふ、ふ、 | 日本マクドナルド『てりたま』「いっしょに、てりたま、たべよっか！」篇 CMソング | [ 10 ] |
| う、ふ、ふ、ふ、 | 日本マクドナルド『てりたま』「めっちゃ、春じゃん」CMソング                    |        |

## 収録作品
- 『VITAMIN E・P・O』（1983年）[3][11]
- 『THE BEST STATION JOEPO 1980-1984』（1984年）
- 『epocha 1980-1986』（1999年）

## カバー
| 曲名             | アーティスト               | 収録作品                                               | 発売日        | 規格品番                  | 備考 |
| ---------------- | -------------------------- | ------------------------------------------------------ | ------------- | ------------------------- | ---- |
| う、ふ、ふ、ふ、 | 広瀬香美                   | 『Thousands of Covers Disc1』                          | 1997年8月21日 | VICL-60053                |      |
| う、ふ、ふ、ふ、 | コトリンゴ                 | 『picnic album 1』                                     | 2010年9月22日 | RZCM-46608                |      |
| う、ふ、ふ、ふ、 | 牧野由依                   | 『お願いジュンブライト』                               | 2011年4月27日 | ESCL-3674/5 (初回限定盤)  |      |
| う、ふ、ふ、ふ、 | 牧野由依                   | 『お願いジュンブライト』                               | 2011年4月27日 | ESCL-3676 (通常盤)        |      |
| う、ふ、ふ、ふ、 | 三浦あずさ（たかはし智秋） | 『THE IDOLM@STER ANIM@TION MASTER 生っすかSPECIAL 02』 | 2012年9月5日  | COCX-37414                |      |
| う、ふ、ふ、ふ、 | chay                       | 『makeup 80's』                                        | 2013年1月23日 | WPCL-11221                |      |
| う、ふ、ふ、ふ、 | May J.                     | 『Sweet Song Covers』                                  | 2016年3月16日 | RZCD-86053/B (CD+DVD)     |      |
| う、ふ、ふ、ふ、 | May J.                     | 『Sweet Song Covers』                                  | 2016年3月16日 | RZCD-86054/B (CD+Blu-ray) |      |
| う、ふ、ふ、ふ、 | May J.                     | 『Sweet Song Covers』                                  | 2016年3月16日 | RZCD-86055 (CD)           |      |